# Claude Lévi-Strauss
Claude Lévi-Strauss (Bruselas, 28 de noviembre de 1908 – París, 30 de octubre de 2009) fue un antropólogo, filósofo y etnólogo francés, una de las grandes figuras de su disciplina en la segunda mitad del siglo XX. Al introducir el enfoque estructuralista en las ciencias sociales, fue de hecho el fundador de la antropología estructural, método basado en la lingüística homónima creada por Saussure y desarrollada por el formalismo ruso. 
Durante la Segunda Guerra Mundial, siendo judío, se vio obligado a exiliarse a Nueva York, en 1941, para huir de la ocupación alemana de Francia. Allí, conoció a unas de las grandes figuras de las ciencias de la época, como el fonólogo ruso Roman Jakobson, con el cual se inició a los principios de lo que se llamará la «antropología estructuralista», en ruptura con las corrientes dominantes de la etno-antropología del momento (como el evolucionismo). Mediante este método, Lévi-Strauss modificó profundamente las disciplinas de la etnología y de la antropología aplicándoles principios holistas resultantes de la lingüística, la fonología, las matemáticas y las ciencias naturales. 
Al volver a Francia en 1949, presentó su tesis Las estructuras elementales del parentesco, primera aplicación de su nuevo método, la cual le aportó una notoriedad internacional dentro de la antropología. Presentó su método al público bajo la forma de una colección de artículos intitulada Antropología estructural. Por ejemplo, se dedicó a estudiar los mitos con un enfoque estructuralista en su mayor obra Mythologiques. Al aportar una nueva mirada sobre un gran número de problemáticas antropológicas clásicas, su trabajo permitió en gran parte el nacimiento del estructuralismo francés. 
Dado el peso de su obra, dentro y fuera de la antropología, fue uno de los intelectuales más influyentes del siglo XX.
Junto con André Martinet, Roman Jakobson y Morris Swadesh fue uno de los fundadores de la Asociación Internacional de Lingüística.

## Trayectoria
Nació en Bruselas, Bélgica el 28 de noviembre de 1908; sus padres eran judíos de origen franco-alsaciano: nacido el padre en París y la madre en Versailles. Sus padres fueron Raymond Lévi-Strauss, artista pintor de retratos, y Emma Levy. Creció en París, en una calle del exclusivo distrito 16 que lleva el nombre del artista Claude Lorrain, cuyo trabajo admiraba y sobre el que luego escribió. Durante la Primera Guerra Mundial, de los 6 a los 10 años, vivió con su abuelo materno, que era el rabino de Versalles. Estuvo Claude Lévi-Strauss solo unos días en Bruselas, donde estaban sus padres ocasionalmente desplazados en casa de unos amigos. A pesar de su entorno religioso desde el principio, Lévi-Strauss fue ateo o agnóstico, al menos en su vida adulta.
De 1918 a 1925 estudió en el Liceo Janson de Sailly , recibiendo el bachillerato en junio de 1925 (a los 16 años). En su último año (1924), se introdujo en la filosofía, incluidas las obras de Marx y Kant, y comenzó a virar hacia la izquierda política (sin embargo, a diferencia de muchos otros socialistas, nunca se convirtió en comunista). A partir de 1925, pasó los dos años siguientes en el prestigioso Liceo Condorcet preparándose para el examen de ingreso a la altamente selectiva École normale supérieure. Sin embargo, por razones que no están del todo claras, decidió no presentarse al examen. En 1926, fue a la Sorbona en París, estudiando derecho y filosofía , además de participar en la política y el activismo socialistas. En 1929, optó por la filosofía en lugar del derecho (que le parecía aburrido) y, entre 1930 y 1931, dejó la política de lado para centrarse en la preparación de la agregación de filosofía, con el fin de obtener el título de profesor. En 1931, aprobó la agregación, quedando en tercer lugar y siendo el más joven de su clase a los 22 años. En ese momento, la Gran Depresión había golpeado a Francia y Lévi-Strauss se vio en la necesidad de cuidar no solo de sí mismo, sino también de sus padres.
Terminada su carrera, obtuvo plaza como agregado en filosofía y se dedicó a la enseñanza (1932-1934). Tras trabajar unos pocos años de docencia en enseñanza secundaria, aceptó una oferta de última hora para formar parte de la misión cultural francesa en Brasil, país al que serviría como profesor visitante en la Universidad de São Paulo. Durante ese tiempo, organizó con su primera mujer, Dina, etnóloga,, que también era profesora visitante en la Universidad de São Paulo, varias expediciones etnográficas al Mato Grosso y la Amazonia. Los indígenas caduveo, bororo, nambikwara, mundé y tupí-kawahib proporcionaron la documentación etnográfica para sus futuras publicaciones, comenzando ya por un primer trabajo basado en la observación directa: Contribution à l'étude de l'organisation sociale des indiens Bororo (1936). Ésta fue la experiencia que cimentó su identidad como etnógrafo, etnólogo y profesional de la antropología y que reinterpretó en Tristes trópicos.
Volvió a Francia en la víspera de la Segunda Guerra Mundial y fue movilizado de 1939 a 1940 cuando estalló. Después de la capitulación francesa en 1940, fue empleado en un liceo en Montpellier, pero luego fue despedido en virtud de las leyes raciales de Vichy. Después del armisticio logró escapar a Martinica y, posteriormente, en 1941, se trasladó a los Estados Unidos, donde impartió clases en la Nueva Escuela de Investigaciones Sociales de Nueva York. En esta ciudad, conoció y trató al lingüista ruso Roman Jakobson, cuya obra fue fundamental para la evolución de sus ideas. Fundó junto con otros intelectuales franceses L'École Libre des Hautes Études, en New York, donde enseña. En 1943, comenzó a trabajar en lo que luego serían Les structures élémentaires de la parenté.
Tras la liberación de Francia, en 1944, fue llamado a su país por el ministro de Asuntos Exteriores, regresó a Estados Unidos en 1945. Tras una breve estancia entre 1946 y 1947 como agregado cultural de la embajada francesa en Washington D. C., Lévi-Strauss regresó a París para doctorarse en la Sorbona tras presentar tesina y tesis doctoral (1948), que resultaron ser sus publicaciones iniciales: La vida familiar y social de los indios Nambikwara y Las estructuras elementales del parentesco.
Divorciado de su primera esposa, Dina, se casó en 1946 con Rose-Marie Ullmo (1913-1985), con quien tuvo un hijo, Laurent, al año siguiente. Tras finalizar su tesis Las estructuras elementales del parentesco , regresa a Francia con su familia a principios de 1948. En 1949, defiende y publica su tesis, se convierte en director adjunto del Museo del Hombre y luego, a petición de Lucien Febvre, obtiene una cátedra de director de estudios en la École Pratique des Hautes Études (donde imparte docencia tanto de la Vª sección como de la VIª sección , futura EHESS). En 1954 se casó por tercera vez con Monique Roman , con quien tuvo un segundo hijo, Matthieu. En 1955, publicó en la colección Terre Humaine (creada por Jean Malaurie)Tristes Tropiques, un libro a medio camino entre la autobiografía, la meditación filosófica y el testimonio etnográfico, que gozó de un enorme éxito de público y de crítica: de Raymond Aron a Maurice Blanchot, de Georges Bataille a Michel Leiris, numerosos intelectuales aplauden la publicación de esta obra que se sale de los caminos habituales de la etnología. Con la publicación de su colección de Antropología estructural en 1958, sentó las bases de su trabajo teórico en el estudio de los pueblos originarios y sus mitos.
En 1961, con Émile Benveniste y Pierre Gourou, fundó la revista L'Homme, que está abierta a las múltiples corrientes de la etnología y la antropología, y busca promover un enfoque interdisciplinar. Desde principios de los años 1960 hasta principios de los años 1970, se dedicó al estudio de los mitos, particularmente la mitología nativa americana. Estos estudios –los Mitológicos– dieron lugar a la publicación de varios volúmenes, el primero de los cuales, Le Cru et le Cuit, apareció en 1964. Concedió numerosas entrevistas a la prensa y así pudo presentar “de forma popularizada las ideas que están cerca de sus corazones" y como tal, en los años 1960, antes de que la ecología se convirtiera en una ideología y un partido [...]  Lévi-Strauss fue un pionero en el campo de la ecología y trabajó especialmente para rehabilitar el pensamiento primitivo. También fue miembro de la junta directiva del Centro Royaumont para la Ciencia del Hombre.
Fue elegido en mayo de 1973 en la Academia Francesa. Como manda la tradición, elogió a su predecesor, Henry de Montherlant, y Roger Caillois, al pronunciar –a petición de Lévi-Strauss– el discurso de “respuesta”, aprovechó la ocasión para lanzar “una serie de flechas envenenadas” sobre su método y su presuposiciones científicas. Su entrada en la Academia francesa suscita tantas preguntas dentro de la cúpula como entre sus amigos y colegas. Lévi-Strauss continuó sus investigaciones sobre mitología: Mito y significado (1978), La Potière jalouse (1985) y finalmente Histoire de Lynx (1991), que concluyó el trabajo iniciado cuarenta años antes. En 1982 se jubiló y dejó su puesto en el Collège de France. Ejerce toda su influencia para que le suceda Françoise Héritier, su antigua colaboradora. Sin embargo, sigue viniendo al menos una vez por semana al laboratorio para recibir a jóvenes investigadores, “siempre dispuestos a discutir”, como señala Françoise Héritier.
En 2008, se convirtió en el primer miembro de la Academia Francesa que alcanzó la edad de 100 años y uno de los pocos autores vivos cuyas obras fueron publicadas en la Biblioteca de la Pléiade. A la muerte de Maurice Druon el 14 de abril de 2009, se convirtió en el decano de la Academia, su miembro más antiguo. Falleció en París el 30 de octubre de 2009. Fue enterrado en privado en Lignerolles (Côte-d'Or) tres días después.
Tras su muerte se han recuperado aún textos inéditos en libros. En 2011, L'anthropologie face aux problèmes du monde moderne (conferencias sobre la diversidad cultural) o L'autre face de la lune. Écrits sur le Japon (conferencias sobre cultura japonesa, que admiraba). En 2013, al cuidado de Maurice Olender, apareció Nous sommes tous des cannibales, que son 16 crónicas que aparecieron entre 1989 y 2000 en el diario La Repubblica. Se trata de textos inspirados por obras recientes de antropología, o por polémicas con colegas, e incluye unas páginas donde analiza las relaciones entre los antropólogos y los pueblos que estudian.

### Las estructuras elementales del parentesco
La primera de estas obras fue publicada al siguiente año, como una memoria en una revista especializada de americanistas. Este estudio sobre la vida familiar y social de una comunidad brasileña fue reconocido instantáneamente como uno de los más importantes de la antropología; y tuvo una crítica favorable de Simone de Beauvoir, que acababa de publicar El segundo sexo y que lo vio como un importante estudio de la posición de la mujer en las culturas no occidentales.
En Las estructuras elementales del parentesco —con título análogo a Las formas elementales de la vida religiosa, de Émile Durkheim—, reexaminó cómo las personas organizaban sus familias en un trabajo muy técnico y complejo. Mientras antropólogos británicos tales como Alfred Reginald Radcliffe-Brown sostenían que los parentescos estaban basados en la ascendencia de un ancestro común, Lévi-Strauss pensaba que estos parentescos tenían más que ver con la «alianza» entre dos familias, cuando la mujer de un grupo se casaba con el hombre de otro. 
A diferencia de Radcliffe-Brown, quien consideraba a la familia nuclear como la unidad del sistema de parentesco, Lévi-Strauss pensaba que la unidad era la relación entre dos familias, es decir, la alianza que se produce entre dos familias cuando un hombre entrega a su hermana (u otra mujer de su grupo) a cambio de otra mujer. En otras palabras, la mujer como «bien más preciado» en el intercambio es la que sirve para constituir las alianzas que fundan a la cultura, y esto implica a la exogamia; Lévi-Strauss es uno de los primeros que científicamente explica la interdicción (prohibición) universal del incesto, y lo hace desde la teoría y desde los estudios empíricos, ya sea en el mismo momento para todas las culturas (es decir, sincrónicamente) o ya sea a lo largo de la evolución del ser humano y sus culturas (es decir, diacrónicamente).
A través de los estudios de Roman Jakobson, Lévi-Strauss había tomado contacto con el protoestructuralismo lingüístico de Ferdinand de Saussure, del cual tomó varias nociones que serían capitales en el estructuralismo levistrosiano: la combinatoria, las oposiciones binarias (como las que ocurren para distinguir por oposición a los fonemas del lenguaje), los ejes de sincronía y de diacronía, etc. De hecho, estos elementos teóricos le sirvieron como «herramienta» metodológica para constituir sus teorías estructuralistas, de modo que Lévi Strauss se empeñó en el proyecto de hacer de la antropología una «ciencia dura» en lo posible, que pudiera ser, más que matematizable, formulable en ocasiones en términos matemáticos; para esto llegó a tener (tal como se observa en El pensamiento salvaje) alguna colaboración del grupo Bourbaki.
Otro importante aporte teorético de Lévi-Strauss es la distinción entre estructural y estructurante: lo estructural es lo que está en la estructura y lo estructurante es aquello que siendo parte de una estructura constituye a una estructura.
Entre 1940 y principios de 1950, Lévi-Strauss continuó publicando y cosechó éxitos considerables. Con su regreso a Francia, se implicó en la administración del Centro Nacional para la Investigación Científica (CNRS) y el Museo del Hombre, antes de llegar a ocupar un puesto en la École Pratique des Hautes Études.

### Tristes trópicos
Siendo Lévi-Strauss ya conocido en los círculos académicos, en 1955 publicó Tristes trópicos. Este libro era esencialmente un viaje novelado de reflexión, sobre sus expediciones etnográficas en Brasil entre 1935 y 1939. Como no pensaba hacer carrera universitaria, dijo todo lo que se le pasaba por la cabeza sin censuras, empezando por la frase del inicio: 

Odio los viajes y los exploradores.

La frase le costó alguna ruptura.
En su extenso balance-ensayo hizo un uso exquisito de la prosa, la filosofía y el análisis etnográfico, hasta lograr una obra maestra. Los organizadores del Premio Goncourt, de hecho, lamentaron no estar capacitados para premiarlo, porque Tristes trópicos era técnicamente un relato pero no era de ficción.
Lo publicó en la recién iniciada colección Terre Humaine de Jean Malaurie, que tendría un futuro de análisis social y plural verdaderamente ejemplar. Ya su nuevo amigo Merleau-Ponty lo propuso para su ingreso en el Colegio de Francia.

### El pensamiento salvaje
Ahora iba a empezar su gran obra y su alta recepción. El pensamiento salvaje, de 1962, supuso una verdadera conmoción en las ciencias humanas, por su reconocimiento del trabajo mental del mal llamado «primitivo», por su defensa de una ciencia del neolítico, heredera además ya de una tradición investigadora anterior, que conseguía clasificaciones de toda la realidad natural (y social) mediante el uso de «propiedades sensibles», de procedimientos analíticos no tan alejados de su objeto como hará la ciencia moderna. Es decir, en el Pensamiento salvaje, Lévi-Strauss explica, en oposición a quienes como Lucien Lévy Bruhl consideraban una diferenciación neta entre el modo de pensar de los «primitivos» y el de los «civilizados», que el supuesto «pensamiento primitivo» utiliza las mismas reglas estructurantes que el más moderno de los pensamientos científicos.
Dado el largo final de Lévi-Strauss, sobre las ideas de historia y tiempos fríos y cálidos en el desarrollo de una sociedad, el Pensamiento salvaje, finalmente también fue parte de la polémica que mantuvo con Jean-Paul Sartre —Sartre especialmente criticaba la noción de «estructura» si ésta era considerada como algo rígido, prácticamente mecanicista sin tener en cuenta el devenir humano—. En cambio, Louis Althusser se aferró al estructuralismo hasta un punto en que el devenir humano era una historia sin sujeto.

### LasMitológicas
Los cuatro tomos de sus Mitológicas (1964-1971) constituyen una de las obras más decisivas y originales de la antropología del siglo XX, con su acercamiento singular a la mitología americana.
Lo crudo y lo cocido, De la miel a las cenizas, El origen de las maneras en la mesa, y el remate, más marcadamente de estructura musical, El hombre desnudo, son cuatro obras maestras de la pasada centuria.
Analiza progresivamente en ellas los «mitemas» o elementos significativos de miles de mitos por medio de todo tipo de oposiciones (alto/bajo, crudo/cocido, seco/húmedo, etc.), en todo el continente americano, empezando con la Amazonía y concluyendo con los ecos antropológicos de las antiguas poblaciones estadounidenses.

### Otras obras
El proyecto anterior había sido tan gigantesco que le condujo ya a hacer libros de menor tamaño, pero no de menos relevancia. 
La Antropología estructural dos apareció en 1973, en claro eco con el primer tomo, y con trabajos teóricos fundamentales. Los artículos de La ruta de las máscaras (1975), son tan significativos como los de La alfarera celosa (1985), o los de la Historia de lince (1991). 
El libro de entrevistas con Didier Eribon Desde cerca y desde lejos (1988) fue muy esclarecedor sobre su trayectoria. Por otra parte, con Mirar, escuchar, leer (1993), dio ensayos sobre pintura, literatura y música.
En 2008, al cumplir los cien años, apareció una gran selección de su obra, Œuvres, para la colección de La Pléiade, que está dedicada habitualmente a ciertos escritores consagrados. En ella se recogían asimismo algunas piezas inéditas.

## Teorías sobre la antropología

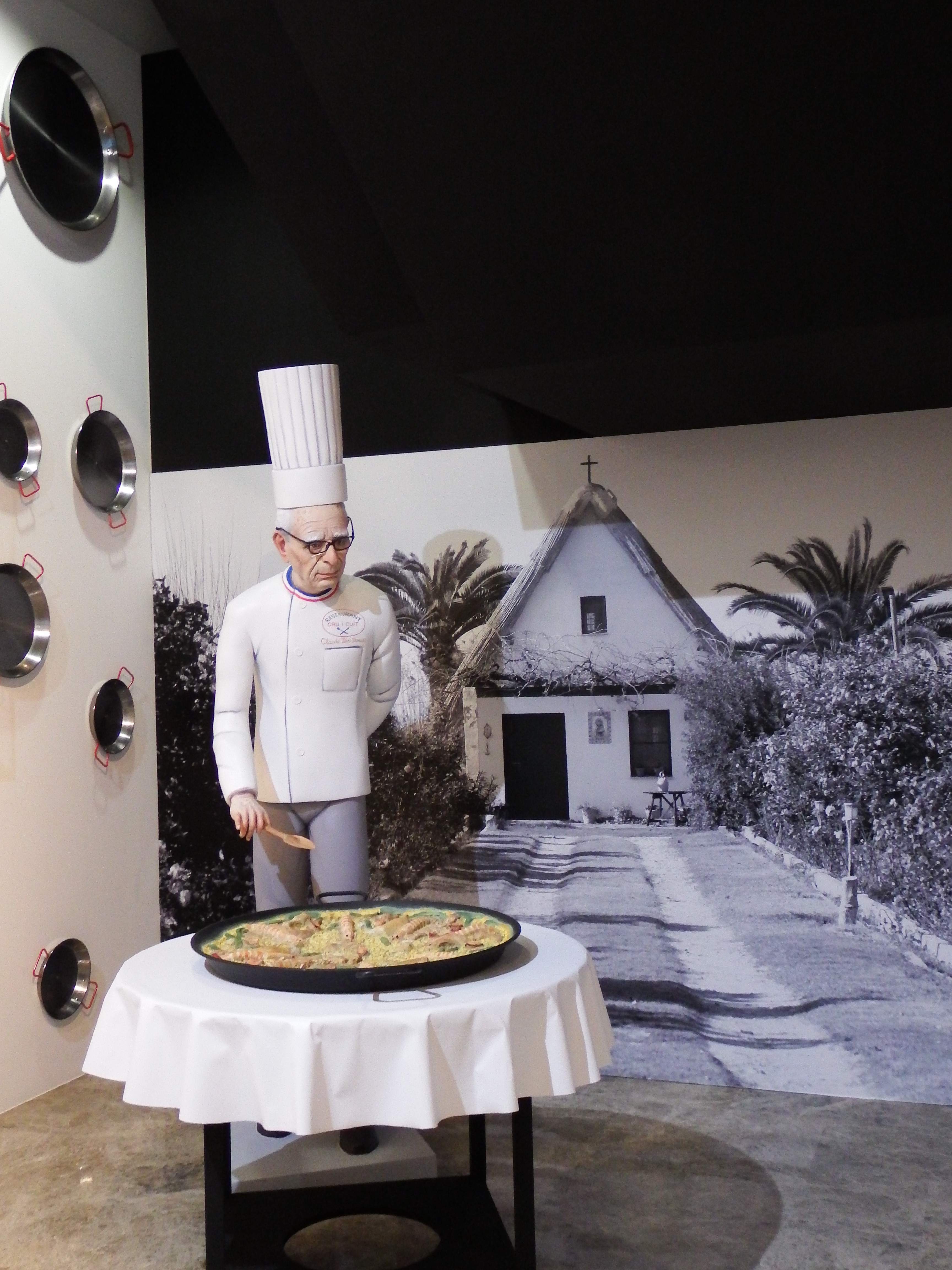
Claude Lévi-Strauss cocinando una paella. Imagen de la exposición permanente del Museo Valenciano de Etnología, sección "L'Horta i la Marjal".

Las teorías de Lévi-Strauss se exponen en Antropología estructural (1958) y en su continuación, así como al hilo de sus discusiones concretas. En sus obras, influido por Durkheim y el sobrino de éste, Mauss, preconiza la aplicación del método estructural de las ciencias humanas. Asevera que un auténtico análisis científico debe ser explicativo.
Lévi-Strauss ha gozado de un lugar preeminente entre los investigadores que afirman que las diferentes culturas de los seres humanos, sus conductas, esquemas lingüísticos y mitos revelan la existencia de patrones comunes a toda la vida humana. Gracias a él, hoy se tiende a rechazar los enfoques etnocentristas en la investigación etnológica humana a favor de los estudios orientados a comparar las tecnologías de los pueblos otrora primitivos en oposición a Occidente; se valorarían sus clasificaciones de la naturaleza o el diagnóstico de enfermedades, por ejemplo.
Entre las críticas que ha tenido se destacan las de Sartre, quien considera existe un salto cualitativo en el pensamiento «civilizado»; la de Marvin Harris, quien considera una simplificación la división de oposiciones binarias que hace Claude Lévi-Strauss —quien tiende a dividir los procesos psíquicos y culturales en subestructura y superestructura, mientras que Harris reconoce un nivel intermedio de estructura—; o la que hace Umberto Eco —particularmente en La estructura ausente—, donde observa que el estructuralismo de Lévi-Strauss parece por deducción o por inducción llevar a una postura casi metafísica: la de una estructura de las estructuras. 
Desde una perspectiva antropológica más honda Jack Goody escribió sobre el problema de resaltar lo neolítico en El pensamiento salvaje, a su juicio, en detrimento de todo el desarrollo inicial de los humanos.

## Obras
- La vie familiaire et sociale des indiens Nambikwara (Vida familiar y social de los indios Nambikwara), 1948.
- Les structures élémentaires de la parenté (Las estructuras elementales del parentesco), 1949.
- Race et histoire (Raza e historia), 1952.
- Tristes tropiques (Tristes trópicos), 1955.
- Anthropologie structurale (Antropología estructural), 1958.
- Le totémisme aujourd'hui (El totemismo en la actualidad), 1962.
- La pensée sauvage (El pensamiento salvaje), 1962.
- Les mythologiques 1: Le cru et le cuit (Lo crudo y lo cocido), Plon, 1964.
- Les mythologiques 2: Du miel aux cendres (De la miel a las cenizas), Plon, 1967.
- Les mythologiques 3: L'origine des manières de table (El origen de las maneras en la mesa), Plon, 1968.
- Les mythologiques 4: L'homme nu (El hombre desnudo), Plon, 1971.
- Anthropologie structurale deux (Antropología estructural dos), 1973.
- La voie des masques (La ruta de las máscaras), 1975.
- Myth and Meaning (Mito y Significado), 1978.
- Race et culture (Raza y cultura), 1983.
- Le regard éloigné (La mirada alejada), 1983.
- La potière jalouse (La alfarera celosa), 1985.
- De près et de loin (Desde cerca y desde lejos), 1988, entrevistas.
- Histoire de lynx (Historia de lince), 1991.
- Regarder, écouter, lire (Mirar, escuchar, leer), 1993.
- Saudades do Brasil (Saudades [nostalgia] del Brasil), 1994.
- Le Père Noël supplicié, 1994
- Saudades de São Paulo, 1996
- Œuvres, Pléiade, 1993
- L'anthropologie face aux problèmes du monde moderne, Seuil, 2011.
- L'autre face de la lune. Écrits sur le Japon, Seuil, 2011.
- Nous sommes tous des cannibales, Seuil, 2013.

## Premios y reconocimientos
En 1940 se convirtió en subdirector del Museo del Hombre y después director de la Escuela Práctica de Altos Estudios. Más tarde, fue nombrado profesor del Collège de France de antropología social, puesto que ocupó desde 1959 hasta su jubilación en 1982.
Fue miembro extranjero de la Academia Nacional de Ciencias de los Estados Unidos de América, de la Academia e Instituto Norteamericanos de Artes y Letras, de la Academia Británica, de la Academia Real de los Países Bajos, de la Academia Noruega de las Letras y las Ciencias y Conservador honorario del musée du Quai Branly, nombrado en 2007.

### Condecoraciones
- Gran Cruz de la Legión de Honor (Francia).[54]
- Orden nacional del Mérito (Francia).[54]
- Comendador de la Orden de las Palmas Académica (1972, Francia).[54][55]
- Comendador de la Orden de las Artes y las Letras (Francia) 1981.[56]
- Comendador de la Orden de la Corona (Bélgica).[54]
- Comendador de la Orden Nacional de la Cruz del Sur (Brasil).[54]
- Gran Cruz Decó de la Orden Nacional del Mérito Científico (Brasil).[54]
- Estrella de Oro y Plata de la Orden del Sol Naciente (Japón).[54]

### Premios y medallas
- Medalla en memoria de Huxley, 1965
- Medalla de Oro y Premio Viking Fund, 1966
- Medalla de Oro del CNRS, 1967
- Premio Erasmus, 1973
- Premio de la Fundación Nonino, 1986
- Premio Aby M. Warburg, 1996
- Premio Maestro Eckhart, 2003
- Premio Internacional de Cataluña, 2005

### Doctoradohonoris causa
Lévi-Strauss recibió doctorados honoris causa de las siguientes universidades (por orden alfabético): Bruselas, Chicago, Columbia, Harvard, Universidad Johns-Hopkins, Laval (Quebec), Universidad Nacional Autónoma de México, Montreal, Oxford, São Paulo (Brasil), Stirling, Uppsala, Universidad Visva-Bharati (India), Yale, Harvard, Johns Hopkins y Columbia. Universidad Nacional de Zaire.